# Robert Pasche
Robert Julius Pasche (* 8. Januar 1862 in Zielitz; † 2. April 1930 in Naumburg (Saale)) war ein evangelischer Geistlicher.

## Leben
Pasche wurde als Sohn des Zielitzer Gastwirts Christoph Pasche geboren. Er ging in die Franckeschen Stiftungen in Halle (Saale) zur Schule und studierte dann von 1881 bis 1884 Theologie an der Universität Halle. Nach 1885 und 1886 in Halle und Magdeburg erfolgten Prüfungen, fand 1886 seine Ordination in Magdeburg statt. 
Ab 1885 war er in Woffleben zunächst als Hilfsprediger und ab 1886 als Pastor tätig. 1892 wurde er Pfarrer an der Sankt-Anna-Kirche in Dieskau. Im gleichen Jahr 1919 übernahm er auch das Amt als Superintendent der Ephorie Halle-Land I. 
Bereits 1892 war auf sein Betreiben hin der Hallesche Pfarrverein gegründet worden, dessen Vorsitz er über viele Jahre hinweg innehatte. Ab 1910 war er Vorsitzender der Vereinigung preußischer Pfarrvereine. Pasche gehörte zu den Mitbegründern der Pfarrtöchterstiftung und des Pfarrtöchterheims in Gröbers.
Es bestand zwischen ihm und der theologischen Fakultät der Universität Halle eine enge Zusammenarbeit. So veranlasste er Arbeitsgemeinschaften zwischen Pfarrern und der Fakultät. Auf ihn ging auch das dortige Angebot theologischer Ferienkurse zurück. 1918 verlieh ihm die theologische Fakultät der Universität Halle die Ehrendoktorwürde.
Pasche trat 1927 in den Ruhestand und verzog nach Naumburg.